# An Ocean Between Us
An Ocean Between Us ist eine 2008 gegründete female-fronted Metalcore-Band aus Venedig, Italien.

## Geschichte
An Ocean Between Us wurde im Jahr 2008 in Venedig gegründet und besteht aus den Musikern Claudia Shiavon (Gesang), Nicola Marsilio (Bass), Daniele Amato (E-Gitarre, Screaming) und Alessandro Murello (Schlagzeug).
Bereits im März 2009 erschien die EP Drowning, welche komplett aus eigener Tasche finanziert und veröffentlicht wurde. Diese ist in der ersten Pressung ausverkauft und erhielt einige gute Kritiken. Das Jahr 2010 brachte der Gruppe einen weltweiten Plattenvertrag mit dem britischen Label Casket Music, das zu Copro Records gehört. Im Februar 2011 erschien das Debütalbum The Failings über diesem Label weltweit.

## Stil
Femme Metal beschreibt den Musikstil der Gruppe als melodischen Metalcore, welcher von Bands wie Bullet for My Valentine, In This Moment und Trivium beeinflusst wird. Das Legacy schreibt der Band eine sehr starke musikalische Parallele zu As I Lay Dying zu und beschreibt den Stil der Gruppe als einen Mix aus Metalcore, Melodic Death Metal und Modern Metal. Der Kritiker vergleicht die Gruppe unter anderem mit Killswitch Engage, Atreyu und Deadlock.

## Diskografie

### EPs
- 2009: Drowning

### Alben
- 2011: The Failings (Casket Music)